# Наука молода
«Наука молода» — збірник наукових праць молодих вчених, заснований у 2003 році Тернопільським національним економічним університетом.
Свідоцтво про державну реєстрацію друкованого засобу масової інформації КВ № 12266-1150 ПР від 1 лютого 2007 р.
Мови видання: українська, англійська.
Збірник наукових праць «Наука молода» призначений для фахівців, які цікавляться теоретичними та прикладними проблемами економіки, управління, фінансів, обліку, аналізу й аудиту, дає змогу науковій громадськості ознайомитися з результатами досліджень молодих вчених-економістів.
Код ідентифікації журналу, згідно реєстру періодичних засобів масової інформації Міжнародного центру ISSN — ISSN 1818-2682 (Print).

## Тематика
Тематично журнал зорієнтований на висвітлення актуальних питань теорії макроекономіки та мікроекономіки, державного регулювання економіки, проблем у сфері міжнародної економіки, державних фінансів, фіскальної і монетарної політики, державного адміністрування і фінансового менеджменту, банківської справи, обліку і аудиту.

## Наукометрія
Журнал входить до переліку фахових видань у галузі економічних наук.
Електронний архів журналу зберігається в Національній бібліотеці України імені В. І. Вернадського та в інституційному репозитарії бібліотеки ім. Л.Каніщенка Тернопільського національного економічного університету.
Журнал включено до національного рейтингу наукових періодичних видань, що розробляється Центром соціальних комунікацій в рамках проекту «Бібліометрика української науки».  Пошукова система Google Scholar, яка індексує повні тексти наукових публікацій всіх форматів і дисциплін станом на 1 січня 2019 року, оцінила внесок журналу «Наука молода» двома ключовими показниками:
- індексом Гірша (Хірша) — 13
- індексом i10 — 22.

## Засновник журналу
- Тернопільський національний економічний університет

## Адреса редакції
вул. Львівська, 11, м. Тернопіль, 46009, Україна

## Редакційна колегія
Головний редактор
- Маршалок Т. Я., кандидат економічних наук, доцент, Тернопільський національний економічний університет, Україна

Заступник головного редактора
- Тимків А. О., кандидат економічних наук, Тернопільський національний економічний університет, Україна

Відповідальний секретар
- Рудан В. Я., кандидат економічних наук, ст. викладач, Тернопільський національний економічний університет, Україна

Члени редакційної колегії:
- Адамик Б.П., к.е.н., доц. (м. Тернопіль, Україна)
- Адамів О.П., к.т.н., доц. (м. Тернопіль, Україна)
- Валігура В.А., к.е.н., доц. (м. Тернопіль, Україна)
- Галько Л.Р., к.е.н., доц. (м. Тернопіль, Україна)
- Десятнюк О.М., д.е.н., проф. (м. Тернопіль, Україна)
- Дзюблюк О. В., д.е.н., проф. (м. Тернопіль, Україна)
- Довгань Ж.М., д.е.н., доц. (м. Тернопіль, Україна)
- Дудар В.Т., к.е.н., доц. (м. Тернопіль, Україна)
- Желюк Т.Л. д.е.н., проф. (м. Тернопіль, Україна)
- Задорожний З.-М.В. д.е.н., проф. (м. Тернопіль, Україна)
- Карась П., к.е.н.,ад’юнкт (м. Краків, Польща)
- Кізима Т.О., д.е.н., проф. (м. Тернопіль, Україна)
- Клапків Ю.М., к.е.н., доц. (м. Тернопіль, Україна)
- Кравчук І.С., к.е.н., доц. (м. Тернопіль, Україна)
- Кравчук Н.Я., д.е.н., доц. (м. Тернопіль, Україна)
- Крисоватий А.І., д.е.н., проф. (м. Тернопіль, Україна)
- Мартинюк В.П., д.е.н., проф. (м. Тернопіль, Україна)
- Мельник Ю.В., к.е.н доц. (м. Тернопіль, Україна)
- Монастирський Г.Л., д.е.н., проф. (м. Тернопіль, Україна)
- Пуцентейло П.Р., д.е.н., доц. (м. Тернопіль, Україна)
- Стечишин Т.Б., к.е.н доц. (м. Тернопіль, Україна)
- Цвьонкала-Малис А., д.е.н., проф. (м. Вроцлав, Польща)